# وليد طاهر
وليد طاهر (1969 -) هو مؤلف ومصمم قصص أطفال وفنان تشكيلي ورسام مصري.

## حياته
وليد طاهر هو مؤلف مصري، يصمم ويؤلف قصصاً للأطفال، كما يعمل في مجال الفن التشكيلي والرسم الصحفي. ولد في القاهرة، مصر في عام 1969. ونشأ في بداية حياته في حي الدقي لكنه انتقل فيما بعد إلى المعادي. تخرج في عام 1992 من كلية الفنون الجميلة قسم الديكور. بدأ طاهر مسيرته العملية في بداية التسعينات، حيث عمل في مجلة صباح الخير قبل تخرجه من الجامعة. ثم عمل في عدة صحف شهيرة مثل جريدة الدستور الأسبوعية و جريدة نهضة مصر اليومية. بالإضافة إلى عمله في منظمة اليونيسيف وكذلك منظمة الصحة العالمية وغيرهم. وهو الآن يعمل كرسام صحفي في جريدة الشروق والمدير الفني لدار الشروق.
يعدُ كتاب «صاحبي الجديد» هو أول انتاجات طاهر الأدبية وهو صادر عن دار الشروق  في عام 2001 وحائز على المركز الثاني في مسابقة المجلس المصري لكتب الأطفال المحترفين. ثم توالت إصدارته حتى بلغ عدد كتبه المنشورة ما يفوق الأربعين كتاباً. ونالت العديد من هذه الكتب على عدة جوائز من ضمنها جائزة اتصالات لكتاب الطفل عن كتابه «نقطة سوداء» في عام 2010، والجائزة الإقليمية لأدب الأطفال «أقرأ في كل مكان» الصادرة عن مؤسسة آنا ليند عن كتابه «أحلام الحيوانات» في عام 2011.
ولم يقتصر عمل طاهر في مجال أدب الأطفال على تأليف وكتابة الكتب فقط، حيث له مساهمات كثيرة في رسم هذه الكتب مثل كتاب «البطيخة» وهو من تأليف تغريد النجار، كما حاز طاهر عن رسم هذا الكتاب المركز الأول في مسابقة المجلس المصري لكتب الأطفال المحترفين في عام 1999.
يعمل طاهر الآن مع دار الميناء الأصفر  "Le Port a Jauni" وهي دار نشر فرنسية، من أجل نشر سلسلة قصصية باللغتين العربية والفرنسية، ويهدف هذا المشروع إلى كسر جميع الجدران المبنية بين الأطفال الذين ينتمون لهاتين الثقافتين. وصدر لطاهر مع هذه الدار عدداً من المؤلفات من ضمنها: «بلد: سفر بلا أمتعة» و«الراقصون» و«أفكاري المجنونة».
يرى طاهر بإن للأطفال خبرتهم الفريدة من نوعها والتي نشأت من خلال تفاعلهم مع البيئة المحيطة بهم، ولهذا تقوم كتبه على طرح السؤال لا تقديم الإجابة لهم، ومن وجهة نظره أنها خطوة غير موفقة من مؤلف قصص الأطفال أن يدعي بإنه على دراية بكل شيء، ووتقديم الرسائل والمواعظ بصورة ساذجة للطفل من دون إشراكه وجعله يتفاعل مع القصة سواءً على مستوى النص ومستوى الرسومات.
لطاهر ست معارض فنية، أقام أربعة منهم في مصر واثنين في فرنسا. وكان معرضه الأخير بعنوان «كنت هنا من قبل» المقام في مصر في عام 2020.
كم أقام العديد من الورش للأطفال في مختلف بقاع العالم مثل باريس ومارسيليا والقاهرة ودبي وميونخ وغيرها.
لطاهر أكثر من أربعين كتاباً للأطفال من ضمنهم:
صاحبي الجديد، دار الشروق، 2001 (ردمك: 9770907308)
فيزو أصبح سعيداً، دار الشروق، 2003 (ردمك: 13 9789770925096)
الأغبياء، دار الشروق، 2007
حبة هوا، دار الشروق، 2009
النقطة السوداء، دار الشروق، 2009 (ردمك: 13 9789770926115)
حروفي الجميلة، دار الشروق، 2010
أحلام الحيوانات، دار الشروق، 2010 (ردمك: 13 9789770425747)
حصل طاهر على العديد من الجوائز على أعماله ومن أشهرها:
2001: الجائزة الثانية في مسابقة المجلس المصري لكتب الأطفال للمحترفين، عن رسم وتأليف كتاب «صاحبي الجديد».
2010: جائزة اتصالات لكتاب الطفل عن كتابه «نقطة سوداء»
2011: الجائزة الإقليمية لأدب الأطفال «أقرأ في كل مكان» الصادرة عن مؤسسة آنا ليند عن كتاب «أحلام الحيوانات».
- ترشح كتابه «سبع أرواح» ضمن القائمة الطويلة لجائزة الشيخ زايد للكتاب في فرع أدب الطفل والناشئة والترجمة (2012)[11]
- ترشح كتابه «جزيرة البحار بركات» لجائزة اتصالات- فئة أفضل إخراج (2019)[12]

1. ↑  "النقش". alnqsh.com. مؤرشف من الأصل في 2022-06-29. اطلع عليه بتاريخ 2024-10-02.
2. 1 2 3 4  عزيز، شيماء (أغسطس 2017). "في محترف وليد طاهر بين رمزية اللوحات الكبيرة والرسم للأطفال". مؤرشف من الأصل في 2021-01-03. اطلع عليه بتاريخ 2020-12-31 – عبر مجلة القافلة.
3. 1 2  الموسى، نوف (6 مارس 2018). "وليد طاهر: لا أستهين بذكاء الأطفال عبر كتبي". مؤرشف من الأصل في 2021-01-03. اطلع عليه بتاريخ 2020-12-30 – عبر alittihad.ae.
4. 1 2  سمير، ناهد (8 فبراير 2018). "وليد طاهر: إنتاج كتب للأطفال مشروع اقتصادي فاشل". مؤرشف من الأصل في 2019-10-15. اطلع عليه بتاريخ 2020-12-30 – عبر الدستور.
5. 1 2 3 4  عزازي، صلاح (28 سبتمبر 2020). "«كنت هنا من قبل».. خيالات وليد طاهر الساطعة بين الزمان والمكان". مؤرشف من الأصل في 2021-01-03. اطلع عليه بتاريخ 2020-12-31 – عبر الشروق.
6. ↑  "قراءة «النقطة السوداء» في المجلس الإماراتي لكتب اليافعين". 18 سبتمبر 2011. مؤرشف من الأصل في 2021-01-03. اطلع عليه بتاريخ 2020-12-30 – عبر جريدة البيان.
7. ↑  الحمامصي، محمد (22 يناير 2011). "الإعلان عن الفائزين بجائزة «آنا ليند» لأدب الأطفال". مؤرشف من الأصل في 2021-01-03. اطلع عليه بتاريخ 2020-12-30 – عبر البيان.
8. ↑  "الكاتب والرسام وليد طاهر يقرأ «النقطة السوداء» في الشارقة". 18 سبتمبر 2011. مؤرشف من الأصل في 2021-01-03. اطلع عليه بتاريخ 2020-12-30 – عبر الاتحاد.
9. ↑  الساكت، علا (23 سبتمبر 2020). "وليد طاهر.. الهروب من هموم الصحافة لحرية الإبداع التشكيلي". مؤرشف من الأصل في 2021-01-03. اطلع عليه بتاريخ 2020-12-30 – عبر الشرق.
10. ↑  Motawy، Yasmine (يناير 2020). "Picture Book Author Walid Taher: 'When I Write, I Consider Everyone a Child'". ArabKidLit!. مؤرشف من الأصل في 2020-09-23. اطلع عليه بتاريخ 2021-01-01.
11. ↑  "أربعة كتاب مصريين يتصدرون القائمة الطويلة لجائزة الشيخ زايد لأدب الطفل". 10 ديسمبر 2012. مؤرشف من الأصل في 2021-01-03. اطلع عليه بتاريخ 2020-12-30 – عبر بوابة الأهرام.
12. ↑  "سلطان: ندعم الناشرين وكتابنا للنهوض بالثقافة". 17 أكتوبر 2019. مؤرشف من الأصل في 2021-01-03. اطلع عليه بتاريخ 2020-12-30 – عبر جريدة الخليج.